# Deutsche Gesellschaft für computergestützte Zahnheilkunde

Deutsche Gesellschaft für computergestützte Zahnheilkunde

Die Deutsche Gesellschaft für computergestützte Zahnheilkunde e. V. (DGCZ) ist ein im Januar 1992 in Frankfurt am Main von sieben CEREC-Anwendern gegründeter Verein.
Die Gründung erfolgte in einem Umfeld, das digitale Zahnmedizin als exotisch und nicht beachtenswert belächelte. Es sollte eine wissenschaftliche Gesellschaft von praktisch tätigen Zahnärzten formiert werden, mit dem erklärten Ziel, den computergestützten Verfahren einen angemessenen Platz in der wissenschaftlichen Zahnheilkunde zu sichern. Inzwischen hat sich die computergestützte Zahnheilkunde als fester Bestandteil der Zahnmedizin etabliert. Heute zählt der Verein ungefähr 2000 Mitglieder und ist damit eine der großen zahnärztlichen Gesellschaften in Deutschland.

## Aufgaben
Die Aufgaben des Vereins haben sich in den über 20 Jahren ihres Bestehens gewandelt von einer einstmaligen Unterstützungsorganisation für CEREC-Anwender (dem über viele Jahre einzigem Verfahren dieser Art) hin zu einer in der organisierten Zahnärzteschaft gut vernetzten Gesellschaft, die sich auf vielen Ebenen für die digitalen Verfahren in Diagnostik, Dokumentation und Therapie engagiert. Aus- und Fortbildung der Kollegen, Initiierung von Rechtsgutachten, Erstellung von Abrechnungshilfen, die Herausgabe und Betreuung des International Journals of Computerized Dentistry und die Unterstützung der internationalen Schwestergesellschaften zählen heute zu einigen der wichtigsten Aufgaben.

## Mitgliedschaften
Seit einigen Jahren ist der Verein assoziiertes Mitglied der DGZMK (Deutsche Gesellschaft für Zahn-, Mund- und Kieferheilkunde e. V.) und hat auch einen Sitz im erweiterten Vorstand inne. Im Rahmen der DGZMK ist die DGCZ der kompetente Ansprechpartner für die digitalen Verfahren in der Zahnheilkunde und auch für das rasch wachsende Feld des E-Learning. Die DGCZ ist außerdem Gründungsmitglied und heute die mitgliederstärkste Gesellschaft in der ISCD (International Society of Computerized Dentistry).

## Kooperationen
Zur Vernetzung tragen fruchtbare Kooperationen bei, z. B. mit der Arbeitsgemeinschaft Keramik, der Deutschen Gesellschaft für Ästhetische Zahnheilkunde (DGÄZ) und einigen Zahnärztekammern der Arbeitsgemeinschaft Röntgen in der DGZMK und mehreren Universitäten sowie der Zahnärztlichen Akademie in Karlsruhe.

## Jahrestagung/Masterkurs
Die DGCZ-Jahrestagung – auch bekannt als CEREC Masterkurs – findet jährlich im Herbst an wechselnden Orten statt und erfreut sich auch als „Familientreffen“ großer Beliebtheit wegen seines praxisorientierten Programms mit individuellen Workshops, Live-Behandlungen auf der Bühne und Hands-On-Trainings sowie wissenschaftlicher Vorträge von hoher Relevanz.
Die DDS GmbH Digital Dental Services (Berlin) ist eine Tochtergesellschaft der DGCZ (Deutsche Gesellschaft für computergestützte Zahnheilkunde e. V.) und als solche für die Organisation und die verwaltungsmäßige Abwicklung der DGCZ Aus- und Fortbildungskurse zuständig.